# Moritz Weber
Moritz Gustav Weber (Leipzig, 18 de julho 1871 — Neuendettelsau, 10 de junho 1951) foi um professor de mecânica alemão.

## Vida
Foi discípulo de Felix Klein, do qual foi assistente em Göttingen. Em 1904 foi professor concursado de mecânica da Universidade de Hannover, e desde 1913 professor da Universidade Técnica de Berlim, até aposentar-se em 1936.

## Atividade científica
Estudou entre outros assuntos a órbita do Cometa Halley, o Princípio de d'Alembert e a Mecânica Lagrangeana.
Quantificando a resistência ao movimento de um navio, foi confrontado com a necessidade experimental de construir um modelo em escala reduzida. Weber presumiu que a aplicação coentífica desta similaridade, juntamente com a análise dimensional, não seriam somente aplicáveis a seu objeto de investigação, mas também para a feitura de modelos para outros campos da física, como termodinâmica, eletrotécnica e elasticidade.